# IEEE 829
IEEE 829-1998，也被称做829软件测试文档标准，作为一个IEEE的标准定义了一套文档用于8个已定义的软件测试阶段，每个阶段可能产生它自己单独的文件类型。这个标准定义了文档的格式但是没有规定它们是否必须全部被应用，也不包括这些文档中任何相关的其它标准的内容。 
- 测试计划：一个管理计划的文档 包括：
  - 测试如何完成（包括SUT的配置）.
  - 谁来做测试
  - 将要测试什么
  - 测试将持续多久（虽然根据可以使用的资源的限制而有变化）.
  - 测试覆盖度的需求，例如所要求的质量等级
- 测试设计规格：详细描述测试环境和期望的结果以及测试通过的标准。
- 测试用例规格：定义用于运行于测试设计规格中所述条件的测试数据。
- 测试过程规格：详细描述如何进行每项测试，包括每项预置条件和接下去的步骤。
- 测试项传递报告：报告何时被测的软件组件从一个测试阶段到下一个测试阶段。
- 测试记录：记录运行了哪个测试用例，谁运行的，以什么顺序，以及每个测试项是通过了还是失败了。
- 测试附加报告：详细描述任何失败的测试项，以及实际的与之相对应的期望结果和其他旨在揭示测试为何失败的信息。这份文档之所以被命名为附加报告而不是错误报告，其原因是期望值和实际结果之间由于一些原因可能存在差异，而这并不能认为是系统存在错误。这包括期望值有误、测试被错误地执行，或者对需求的理解存在差异。这个报告由以下所有附加的细节组成，例如实际结果和期望值、何时失败，以及其他有助于解决问题的证据。这个报告还可能包括此附加项对测试所造成的影响的评估。
- 测试摘要报告：一份提供所有直到测试完成都没有被提及的重要信息的管理报告，包括测试效果的评估、被测试软件系统的质量、来自测试附加报告的统计信息。这个报告还包括执行了哪些测试项、花费多少时间，用于改进以后的测试计划。这份最终的报告用于指出被测的软件系统是否与项目管理者所提出的可接受标准所符合。

## 与其他标准的关系
IEEE 829中可能引用到的其他标准：
- IEEE 1008，用于单元测试的标准
- IEEE 1012，用于软件检验和验证的标准
- IEEE 1028，用于软件检查的标准
- IEEE 1044，用于软件异常分类的标准
- IEEE 1044-1，软件异常分类指南
- IEEE 1233，开发软件需求规格的指南
- IEEE 730，用于软件质量保证计划的标准
- IEEE 1061，用于软件质量度量和方法学的标准
- IEEE 12207，用于软件生命周期过程和软件生命周期数据的标准
- BSS 7925-1，软件测试术语词汇表
- BSS 7925-2，用于软件组件测试的标准

## 使用IEEE 829
这个标准的內容，有部分是来自于ISEB基金会的培训课程，和（英国计算机协会）推动的软件测试执业证书考试。 ISTQB（国际软件测试资质认证委员会）遵循基于ISEB（英国信息系统考试委员会）的课程提纲和德国的ASQF教学大纲，同时被IEEE 829采纳为软件测试文档的参考标准。

## 修正
一个对IEEE 829-1998的修正，叫做IEEE 829-2008，发表在2008年7月18日并已经被批准来取代1998版本。